# Lista de construções do desenho geométrico
Esta lista contém os processos de construção, com régua e compasso, do desenho geométrico, presentes na Wikipédia.

## Ângulos
- Transporte de ângulo
- Trissecção do ângulo
- Divisão do ângulo em partes iguais

## Circunferência
- Divisão da circunferência em partes iguais
- Retificação da circunferência
- Desretificação da circunferência
- Retificação de um arco de circunferência

## Construções fundamentais
- Traçado de perpendiculares

## Curvas

### Cíclicas
- Cicloide
- Epicicloide
- Hipocicloide

### Espirais
- Espiral de Arquimedes
- Espiral de Fibonacci
- Espirais policêntricas:
- Espiral de dois centros
- Espiral de três centros
- Espiral de quatro centros

### Evolventes
- Evolvente de um círculo[nota 1]
- Evolvente de uma cíclóide[nota 1]
- Evolvente de uma catenária[nota 1]

## Homotetia
- Ampliação por homotetia[nota 1]
- Redução por homotetia[nota 1]

## Lugares geométricos
- Mediatriz
- Bissetriz
- Lemniscata de Bernoulli[nota 1]
- Par de retas paralelas[nota 1]
- Par de arcos capazes

## Ogivase arcos
- Arco (arquitetura)[nota 1]
- Arco quebrado
- Ogiva
- Ogiva lanceolada

## Ovais
- Oval de Cassini[nota 1]
- Oval de quatro centros (isocírculo)[nota 1]

## Polígonos
- Triângulo[nota 1]
- Quadrado[nota 1]
- Pentágono
- Hexágono
- Heptágono[nota 1]
- Octógono
- Eneágono[nota 1]
- Decágono
- Undecágono[nota 1]
- Dodecágono
- Icoságono[nota 1]

## Seções cônicas
- Elipse[nota 1]
- Parábola[nota 1]
- Hipérbole[nota 1]

## Segmentos
- Divisão de um segmento em partes iguais
- Divisão de um segmento em partes proporcionais
- Divisão em média e extrema razão (divisão áurea)
- Retângulo de ouro
- Transporte de segmentos
- Adição de segmentos
- Subtração de segmentos

## Tangência
- Concordância[nota 1]

## Teoremas
- Teorema de Desargues
- Teorema de Monge
- Teorema de Pitágoras[nota 1]
- Teorema de Tales (interseção)